# طائر الراهب ماير
طائر الراهب ماير (الاسم العلمي: Philemon meyeri)، نوع من الطيور التي تتبع فصيلة آكلات العسل. يوجد في إندونيسيا وبابوا غينيا الجديدة. موطنه الطبيعي غابات الأراضي الرطبة شبه الاستوائية أو الاستوائية.
سُمي هذه النوع على أدولف برنارد ماير (1840-1911)، وهو عالم أنثروبولوجيا ألماني وعالم الطيور كان يجمع الطيور في جزر الهند الشرقية الهولندية.